# Trichophaea leucothecioides
Trichophaea leucothecioides är en svampart som först beskrevs av Rehm, och fick sitt nu gällande namn av Jean Louis Emile Boudier 1907. Trichophaea leucothecioides ingår i släktet Trichophaea och familjen Pyronemataceae.   Inga underarter finns listade i Catalogue of Life.